# Паросепаратор
Паросепара́тор (сепаратор на пара, паросушител) е устройство за отделяне на капките влага от водната пара (паросушене). Парата, която не съдържа влага, се нарича суха, съдържащата влага – наситена или пренаситена.

## Предназначение
Голямо значение сепарацията на парата има за АЕЦ, където попради недопустимостта от високи температури в реактора изработваната наситена пара е с невисоки (по сравнение с ТЕЦ) параметри. Сепарацията може да се извършва от отделно устройство (например, в едноконтурната реакторна установка с реактор от типа РБМК) или непосредствено в парогенератора (при двуконтурната реакторна установка с реактор от типа ВВЕР).
В парните котли паросепаратора се поставя на входа на паропровода. Предназначението на паросепаратора се състои в отделянето на капките вода от парата, за да се повиши сухотата ѝ. По способа на отделяне на парата паросепараторите се делят на центробежни и утаечни.

## Барабан-сепаратор
Два гравитационни барабан-сепаратора в реакторната установка с реактор РБМК-1000 имат цилиндричен хоризонтален стоманен корпус с дължина 30 m и диаметър 2,3 m. Пароводната смес със средно съдържание на пара около 15% (по маса) се подава отстрани чрез тръби с колена непосредствено от каналите на реактора (примерно по 409 на един сепаратор). Тук се подава и захранващата вода от турбинната установка през колектора за захранваща вода с диаметър 0,4 m, а също от системите за продувка и аварийно охлаждане на реактора. Отделянето на влагата става в хоризонтални листове с отвори (таванен и потопяем). Отсепарираната вода се смесва със захранващата вода от турбинната установка и се отвежда по 12 спускателни тръбопровода в смукателния колектор и нататък към главната циркулационна помпа. Наситената пара с налягане около 7 MPa и температура 284 °C се отвежда отгоре през тръби към парния колектор и се подава към турбината.
За намаляване на надлъжния пад на налягането в паровото пространство на барабан-сепаратора се използва регулирано дроселиране на тръбичките. За избягване на падове в нивото на водата между 2 сепаратора има 2 прегради за водата и 5 за пара.
Тъй като реакторната установка РБМК е едноконтурна, барабан-сепаратора работи със слабо радиоактивна пара и подлежи на биологическа защита.

## Вграден сепаратор за пара
Парогенератора и сепаратора в реакторната установка с реактор ВВЕР-1000 се намират в общ хоризонтален корпус от стомана марка 10ГН2МФА, с дължина 13,84 m и диаметър 4 m. На всеки от четирите кръга на реактора има по един парогенератор, разчетната производителност на всеки от тях е 1469 t пара на час. Топлоносителя на първия контур (радиоактивна вода) с разчетна температура 322 °C се подава отдолу по колектор в тръбни снопове. Температурата на изхода е 289 °C.
Захранващата вода (не радиоактивна) от турбоустановката с температура 220 °C постъпва през разпределителния колектор в междотръбното пространство на парогенератора, където кипва под налягане около 6,5 MPa. В паровия обем на парогенератора са поставени жалюзни сепаратори, които се състоят от осем реда секции, монтирани под ъгъл 60° спрямо хоризонта. Жалюзите са от стоманени (неръждаема стомана марка 12Х18Н10Т) вълнообразни пластини с дебелина 0,5 – 0,8 mm. Зад сепараторите са разположени надупчени пароприемни щитове, след което парата попада в колектора за суха пара, разположен изъвн корпуса на парогенератора. Парата с разчетна температура 278,5 °C и налягане 6,48 MPa постъпва в главния паропровод. Парата не е напълно суха – разчетната ѝ влажност на изхода е 0,05%.